# كليفتون (نيويورك)
كليفتون (بالإنجليزية: Clifton, New York)‏ هي بلدة أمريكية تقع في الولايات المتحدة في مقاطعة سانت لورنس، نيويورك. يقدر عدد سكانها بـ 751 نسمة ومساحتها 389.4 كم2 وترتفع عن سطح البحر 506 متر.